# Kuksaj Tagh
Kuksaj Tagh (také Kuksaj nebo Muztagh Ata II) je vrchol vysoký 7 184 m n. m. v pohoří Pamír nacházející se v autonomní oblasti Sin-ťiang Čínské lidové republiky. Vrchol leží 2,17 km severovýchodně od 7 509 m vysoké hory Muztag Ata. Vzhledem k  malé topografické prominenci (309 m) se Kuksaj Tagh nepovažuje za samostatnou horu.

## Prvovýstup
Prvovýstup uskutečnila japonská expedice (Tadakijo Sakahara a Kimiharu Macui) dne 7. srpna 1981.